# Pyramica brevicornis
Pyramica brevicornis är en myrart som först beskrevs av Mann 1922.  Pyramica brevicornis ingår i släktet Pyramica och familjen myror. Inga underarter finns listade i Catalogue of Life.